# Трюта, Феликс
Феликс Трюта́ (фр. Félix Trutat, 25 февраля 1824, Дижон — 7 марта 1848, Дижон) — французский художник-реалист.

## Биография

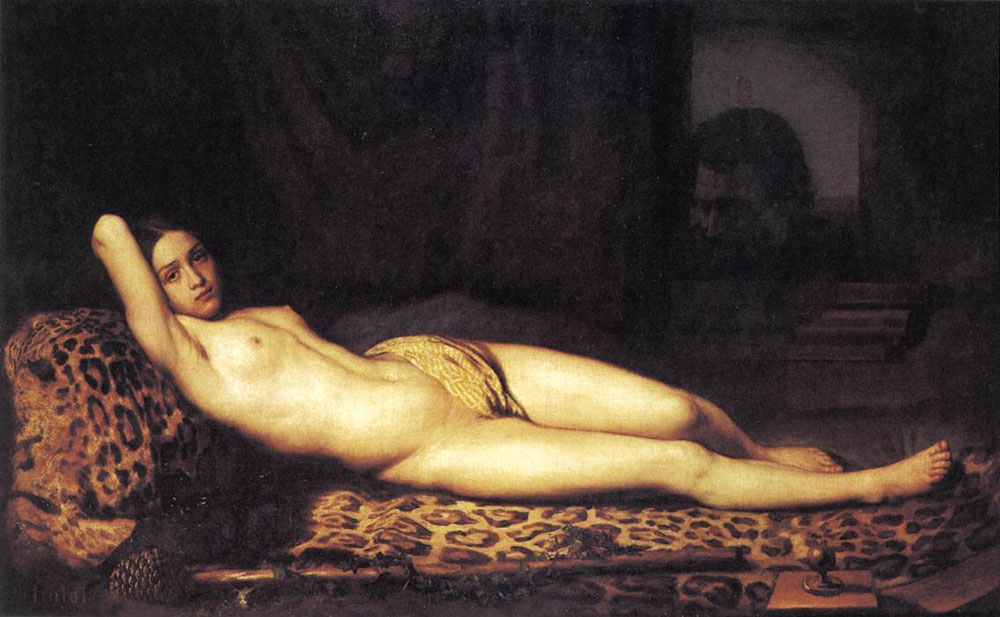
Ф. Трюта. Обнажённая на шкуре пантеры, 1844

Был учеником Леона Конье и Пьера-Поля Амона. Также испытал влияние художников венецианской школы, картины которых он копировал в Лувре.
Сохранившиеся его картины — в основном портреты и изображения обнажённой натуры. По стилю приближался к Гюставу Курбе. Многие из его работ выставлены в Музее изящных искусств Дижона.
Умер от туберкулёза в 1848 году, в возрасте 24 лет, не оставив потомков.
Его двоюродный брат Эжен Трюта (1840—1910) стал фотографом и хранителем Тулузского музея естественной истории.